# EgyptAir
EgyptAir (масрі مصر للطيران Maṣr leṭ-Ṭayarān) — єгипетська державна авіакомпанія, член Star Alliance. Головний хаб авіакомпанії — Міжнародний аеропорт Каїр, друга за розміром авіакомпанія Африки.

## Історія
Компанія утворена 7 травня 1932, перші комерційні рейси були здійснені в серпні 1933 на літаку Spartan Cruiser за маршрутом Каїр-Александрія. Літак міг перевозити 2-х пасажирів.
11 липня 2008 компанія вступила до Star Alliance, ставши першим членом альянсу з країн Близького Сходу. З цього ж року емблемою авіакомпанії є зображення бога Гора, бога неба в єгипетській міфології, який зазвичай зображується у вигляді сокола або людини з головою сокола. Крім того, Хор в міфології є крилатим богом сонця.
Авіакомпанія повністю належить єгипетському уряду, здійснює регулярні пасажирські та вантажні перевезення в Єгипті та до понад 70 аеропортів Європи, Африки, Середнього і Далекого Сходу, США і Канади.